# Цинантус бірюзовоголовий
Цина́нтус бірюзовоголовий (Cynanthus doubledayi) — вид серпокрильцеподібних птахів родини колібрієвих (Trochilidae). Ендемік Мексики. Вид названий на честь англійських ентоломологів Едварда і Генрі Даблдей. Раніше він вважався підвидом синьогорлого цинантуса, однак був визнаний окремим видом.

## Опис

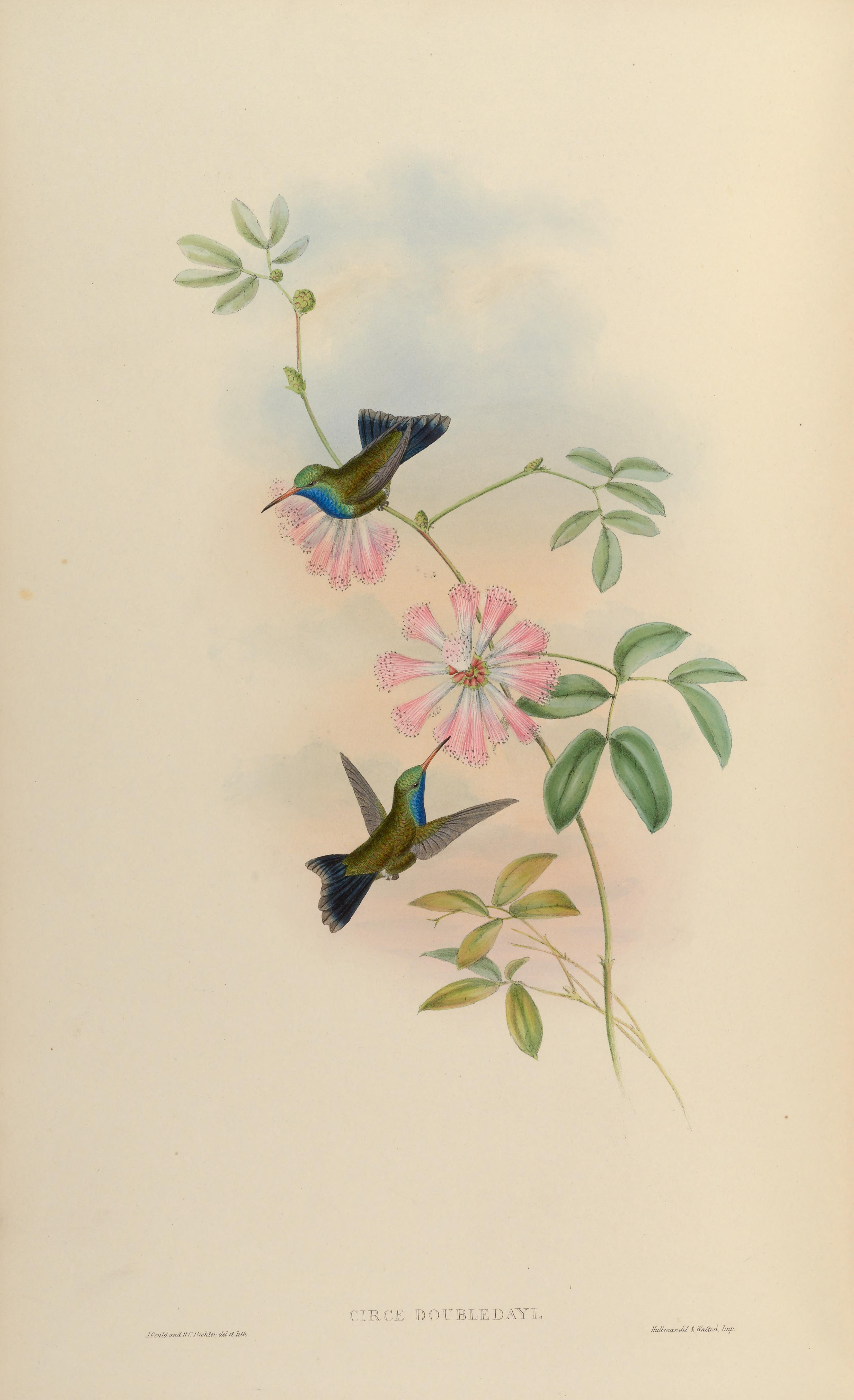
Бірюзовоголовий цинантус

Довжина птаха становить 8-9 см. У самців верхня частина голови бірюзовосиня, блискуча, верхня частина тіла темно-зелена, блискуча. Горла райдужно-фіолетово-сині, решта нижньої частини тіла синьо-зелена, блискуча. Нижні покривні пера хвоста синювато-чорні з блідо-сірими краями. Дзьоб прямий, червоний з чорним кінчиком. У самиць верхня частина тіла смарагдово-зелена, а нижня частина тіла сіра. Хвіст тьмяно-сіро-зелений.

## Поширення і екологія
Бірюзовоголові цинантуси мешкають на тихоокеанських схилах південно-західної Мексики, в штатах Герреро, Оахака і Чіапас. Вони живуть у сухих чагарникових заростях і сосново-дубових рідколіссях, в галерейних лісах та на порослих травою гірських схилах, на висоті до 2100 м над рівнем моря, іноді на висоті до 3000 м над рівнам моря. Живляться нектаром квітів, а також дрібними безхребетними. Розмножуються протягом всього року.